# Glatigny (Manche)
Glatigny is een plaats en voormalige gemeente in het Franse departement Manche regio Normandië en telt 159 inwoners (2004).
De plaats maakt deel uit van het arrondissement Coutances en sinds 1 januari 2016 van de op die dag gevormde gemeente La Haye. Sinds die datum heeft Glatigny de status van commune déléguée.

## Geografie
De oppervlakte van Glatigny bedraagt 5,1 km², de bevolkingsdichtheid is 31,2 inwoners per km².
De onderstaande kaart toont de ligging van Glatigny (Manche) met de belangrijkste infrastructuur en aangrenzende gemeenten.

## Demografie
Onderstaande figuur toont het verloop van het inwonertal (bron: INSEE-tellingen).
Baudreville · Bolleville · Glatigny · La Haye-du-Puits · Mobecq · Montgardon · Saint-Rémy-des-Landes · Saint-Symphorien-le-Valois · Surville